# Synagoge (Ivanovice na Hané)
Koordinaten: 49° 18′ 14″ N, 17° 5′ 36″ O

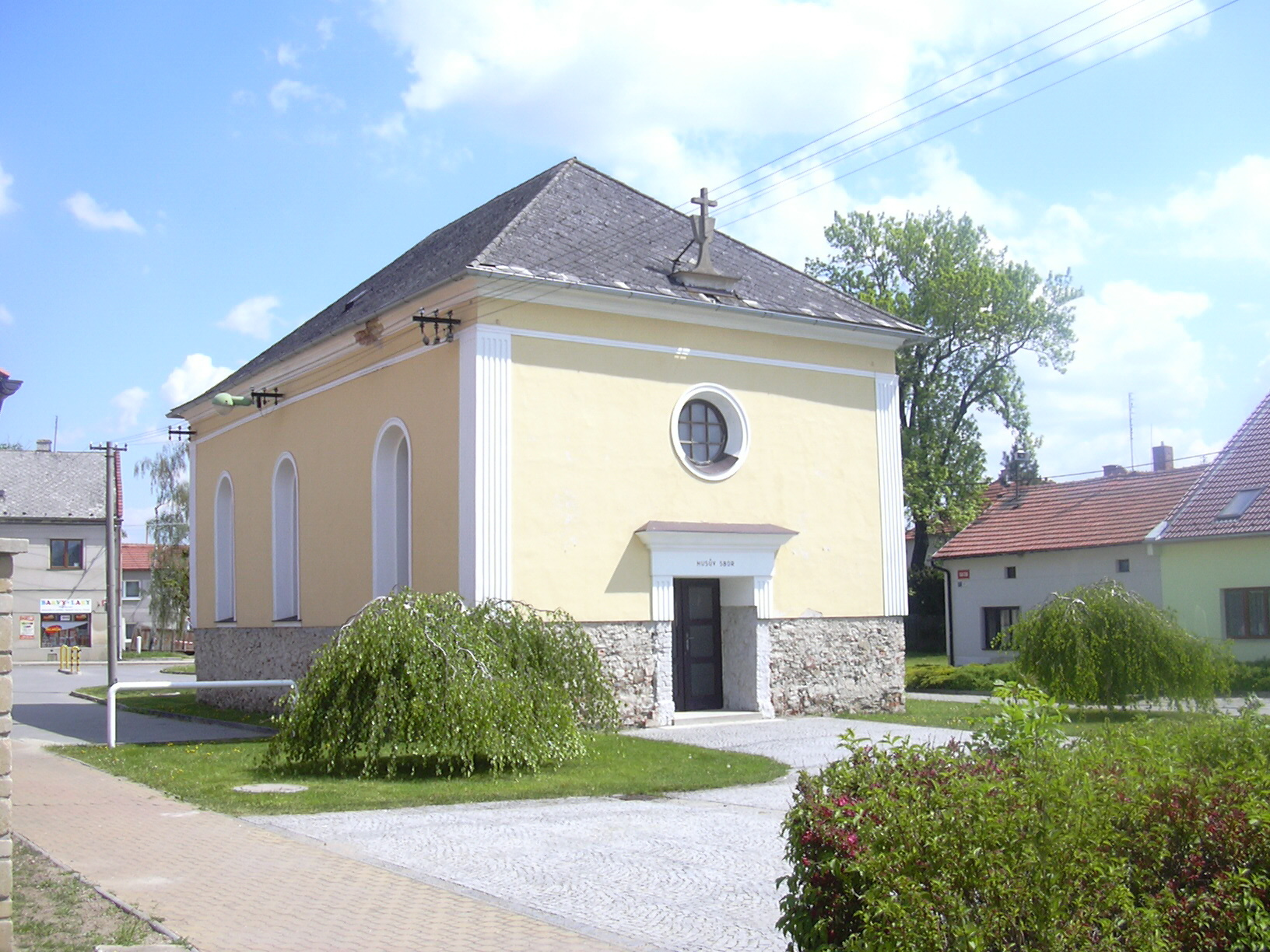
Ehemalige Synagoge in Ivanovice na Hané

Die Synagoge in Ivanovice na Hané (deutsch Eiwanowitz in der Hanna), einer Stadt im Okres Vyškov in Tschechien, wurde Anfang des 18. Jahrhunderts errichtet.
Der seit 1727 nachweisbare Bau wurde im Zweiten Weltkrieg von den Nationalsozialisten geplündert. Das leerstehende Gebäude wurde 1947 an einen Bäckermeister verkauft, der darin eine Bäckerei einrichten wollte. Wenig später diente es als Lagerraum einer Glaserei. Seit 1952 wird das Bauwerk von der Tschechoslowakischen Hussitischen Kirche als Bethalle „Husův sbor“ genutzt.